# Little Games
Little Games è l'ultimo album in studio degli Yardbirds, pubblicato nel 1967.
È anche l'album d'esordio del chitarrista Jimmy Page, che rimpiazzò Jeff Beck. Page diventerà il possessore del nome New Yardbirds che tramutò poi in Led Zeppelin.
L'album è stato rimasterizzato nel 1996 con l'aggiunta di alcune bonus track.

## Tracce
1. Little Games – 2:27 (Harold Spiro/Phil Wainman)
2. Smile On Me – 3:16 (Chris Dreja/Jim McCarty/Jimmy Page/Keith Relf)
3. White Summer – 3:51 (Jimmy Page)
4. Tinker, Taylor, Soldier, Sailor – 2:41 (Jim McCarty/Jimmy Page)
5. Glimpses – 4:25 (Chris Dreja/Jim McCarty/Jimmy Page/Keith Relf)
6. Drinking Muddy Water – 2:54 (Chris Dreja/Jim McCarty/Jimmy Page/Keith Relf)
7. No Ecess Baggage – 2:32 (Roger Atkins/Carl D'Errico)
8. Stealing Stealing – 2:23 (Chris Dreja/Jim McCarty/Jimmy Page/Keith Relf)
9. Only the Black Rose – 2:52 (Keith Relf)
10. Little Soldier Boy – 2:33 (Jim McCarty/Jimmy Page/Keith Relf)

## Formazione
- Keith Relf – voce, armonica, percussioni
- Jimmy Page – chitarra elettrica, chitarra acustica
- Chris Dreja – basso elettrico
- Jim McCarty – batteria, tabla, percussioni, cori

Altri musicisti
- Nicky Hopkins – tastiere
- Clem Cattini – batteria
- John Paul Jones – basso elettrico, violoncello in Little Games, arrangiamenti dei cordofoni